# Amalie Smith
Amalie Smith (født 2. november 1985 i København) er en dansk forfatter og billedkunstner. 
Hun tog afgang fra Forfatterskolen i 2009 og dimitterede fra Det Kongelige Danske Kunstakademi i 2015. Amalie Smith debuterede som forfatter i 2010 med hæftet Fabrikken falder på det lille forlag Emancipa(t/ss)ionsfrugten og udgav kort efter hybridromanen De næste 5000 dage på Gyldendal. I 2017 modtog hun Statens Kunstfonds treårige arbejdslegat for sit arbejde som forfatter og billedkunstner.

## Priser og udmærkelser
- N. L. Høyen Medaljen 2023[4]
- Ole Haslunds Kunstlegat 2022[5]
- Årets Udstilling 2022 af Foreningen af Danske Kunstkritikere[6]
- Treårigt arbejdslegat fra Statens Kunstfonds Legatudvalg for Billedkunst og Litteratur 2017 [3]
- Niels Wessel Bagges Kunstfonds legat 2016[7]
- Kronprinsparrets Stjerndryspris 2015[8]
- Charlottenborglegatet, Annie og Otto Johs. Detlefs' Fond 2015[9]
- Bodil og Jørgen Munch-Christensens debutantpris 2011[10]
- Bukdahls Bet 2011[11]

## Udgivelser[2]
- Terracotta, 2025, Gyldendal
- Thread Ripper, 2020, Gyldendal
- Et hjerte i alt, 2017, Gyldendal
- Marble, 2014, Forlaget Gladiator
- Kollektive læseformer, med Ida Marie Hede, 2013, Distribution After Hand
- Læsningens anatomi, 2012, Forlaget Emancipa(t/ss)ionsfrugten

- I civil, 2012, Gyldendal
- De næste 5000 dage, 2010, Gyldendal
- Fabrikken falder, 2010, Forlaget Emancipa(t/ss)ionsfrugten

## Værker[2]
- Radio Sfæren, 2022
- Looming, 2022
- Bugs_series1_seed0419.png, 2021
- Clay Theory, 2019
- Hypertextile (flipside), 2019
- Enter, 2018
- Fabric of the Digital, 2018
- Machine Learning I,II,III, 2018
- e.DSO, 2018
- Michanikos, 2015
- Eyes Touching, Fingers Seeing, 2015
- Sculping in time, 2007